# Vouthon-Bas
Vouthon-Bas is een gemeente in het Franse departement Meuse (regio Grand Est) en telt 61 inwoners (2009).
De gemeente maakt deel uit van het arrondissement Commercy en sinds maart 2015 van het kanton Ligny-en-Barrois. Daarvoor hoorde het bij het toen opgeheven kanton Gondrecourt-le-Château.

## Geografie
De oppervlakte van Vouthon-Bas bedraagt 7,0 km², de bevolkingsdichtheid is dus 8,7 inwoners per km².
De onderstaande kaart toont de ligging van Vouthon-Bas met de belangrijkste infrastructuur en aangrenzende gemeenten.

## Demografie
Onderstaande figuur toont het verloop van het inwonertal (bron: INSEE-tellingen).